# Interamnia World Cup

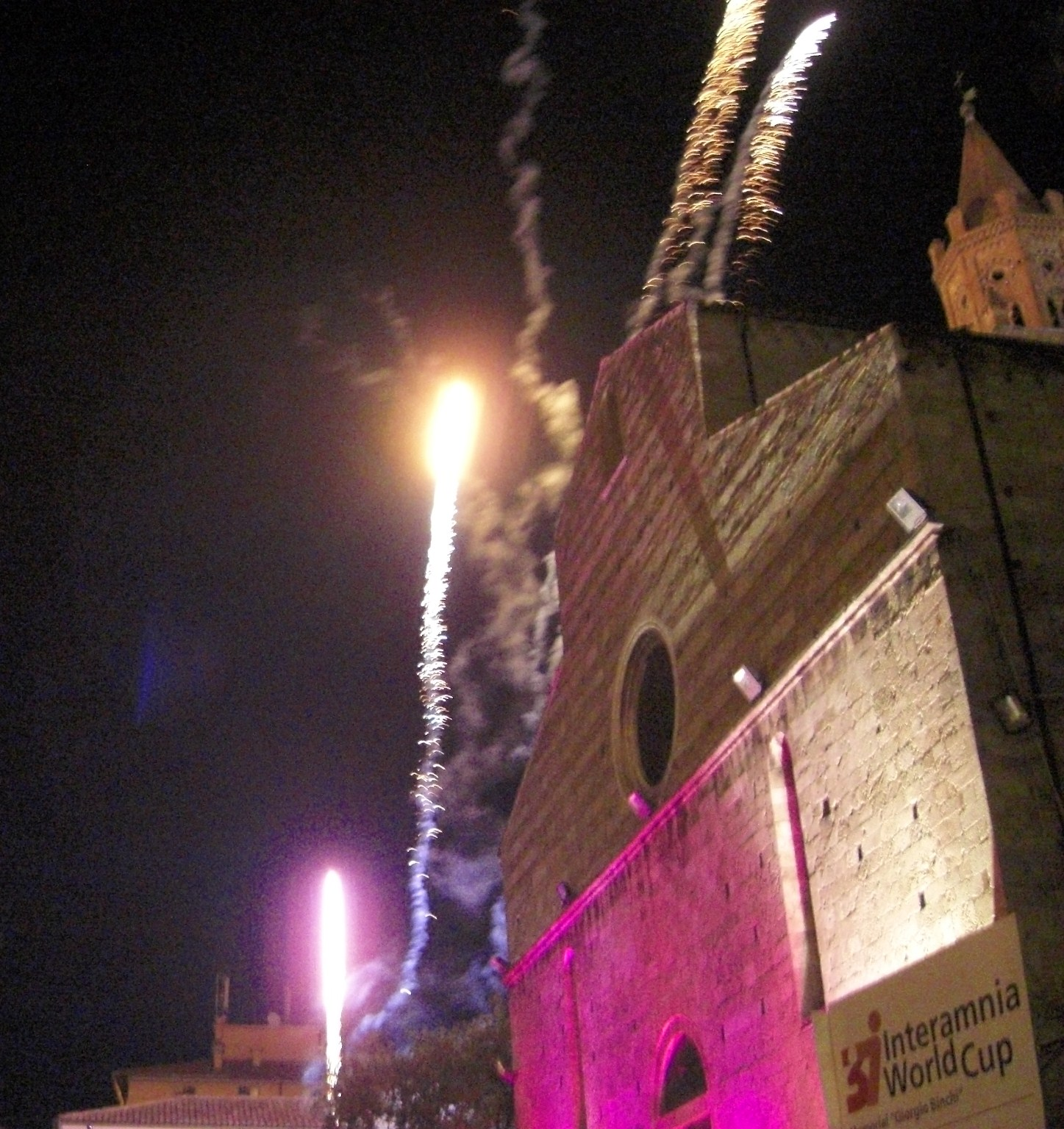
Interamnia World Cup 2009

L'Interamnia World Cup è una manifestazione sportiva internazionale per club che assume a tutti gli effetti il ruolo di coppa del mondo giovanile di pallamano under 21 (le categorie interessate sono under 10-12-14-16-18-21).
Dal 1972, anno in cui venne organizzata la prima edizione, si svolge annualmente a Teramo nei primi giorni di luglio (solitamente dal 4 al 10 luglio di ogni anno), con gare che si tengono in campi sportivi allestiti in varie zone della città e anche in altre località della provincia di Teramo.
Al torneo partecipano squadre giovanili provenienti da tutti i continenti e ogni anno sono oltre trenta le nazioni che prendono parte alla manifestazione: questa dura solitamente una settimana e si apre con il momento forse più atteso di tutto il torneo, una grande sfilata inaugurale di tutti gli atleti partecipanti che parte da Corso San Giorgio, il corso principale di Teramo, per poi spostarsi verso piazza Martiri della libertà.
Dal 2005 vi è associata la manifestazione Teramo città aperta al mondo che ha lo scopo di promuovere la cultura della pace tra i popoli. 
Questo titolo deriva dal riconoscimento che l'UNICEF attribuì a Teramo nel 1989, per merito dell'Interamnia World Cup, allorché dichiarò, appunto, “Teramo, città aperta al mondo”.